# پیرت نیگلاس
پیرت نیگلاس (استونیایی: Piret Niglas; ۵ آوریل ۱۹۶۸) اسکی‌باز صحرانوردی اهل استونی بود.
وی در سه دوره از بازی‌های المپیک زمستانی ۱۹۹۲، ۱۹۹۴ و ۲۰۰۲ شرکت کرده‌است.